# یوپی سلباخ
یوپی سلباخ (هلندی: Jopie Selbach; ۲۷ ژوئیهٔ ۱۹۱۸ – ۳۰ آوریل ۱۹۹۸) شناگر اهل هلند بود.
وی در مسابقات کشوری و بین‌المللی در مجموع برندهٔ ۲ مدال طلا شده‌است.